# Берви, Василий Васильевич (городской голова)
Василий Васильевич Берви (1863—1919)  чиновник городской голова Юзовки 1918-1919.

## Биография
Родился в 1863 году в Астрахани, где отец Василий Васильевич и мать Ермиона Ивановна находились в ссылке.
Окончил юридический факультет Санкт-Петербургского университета. В 1889 году поступил на службу в Кашинский окружной суд Тверской губернии; в 1913 году получил чин статского советника. В 1916 году был товарищем председателя Кашинского окружного суда 
Весной 1918 года после захвата Юзовки австро-немецкой армией и включения города в состав Украинской Народной Республики он приехал в Юзовку к брату Фёдору. Был ярым противником советской власти. После занятия города частями донского казачества, в декабре 1918 года был избран городским головой и занимал эту должность до самой смерти в марте 1919 года от тифа. Был похоронен в Юзовке рядом со своим отцом.